# Riberada d’Amunt
Riberada d’Amunt – miejscowość w Hiszpanii, w Katalonii, w prowincji Girona, w comarce Alt Empordà, w gminie Sant Llorenç de la Muga.
Według danych INE w 2010 roku liczyła 57 mieszkańców – 34 mężczyzn i 23 kobiety. 